# 銀鯷
銀鯷（学名：Engraulis eurystole）為輻鰭魚綱鲱形目鳀科的其中一種，分布於西大西洋區，從美國佛羅里達州至密西西比州、委內瑞拉至巴西北部海域，棲息深度124-282公尺，體長可達15.5公分，棲息沿海、河口，能忍受鹽度的變化，會進行洄游，以浮游生物為食，繁殖期在每年7、8月，可做為食用魚。

## 擴展閱讀
維基物種上的相關：銀鯷